# 洛泽尔省
洛泽尔省（法語：Lozère，法語：[lɔzɛʁ] ⓘ）是法國奥克西塔尼大区所轄的省份，得名于洛澤爾峰。該省編號為48。